# Lá đơn

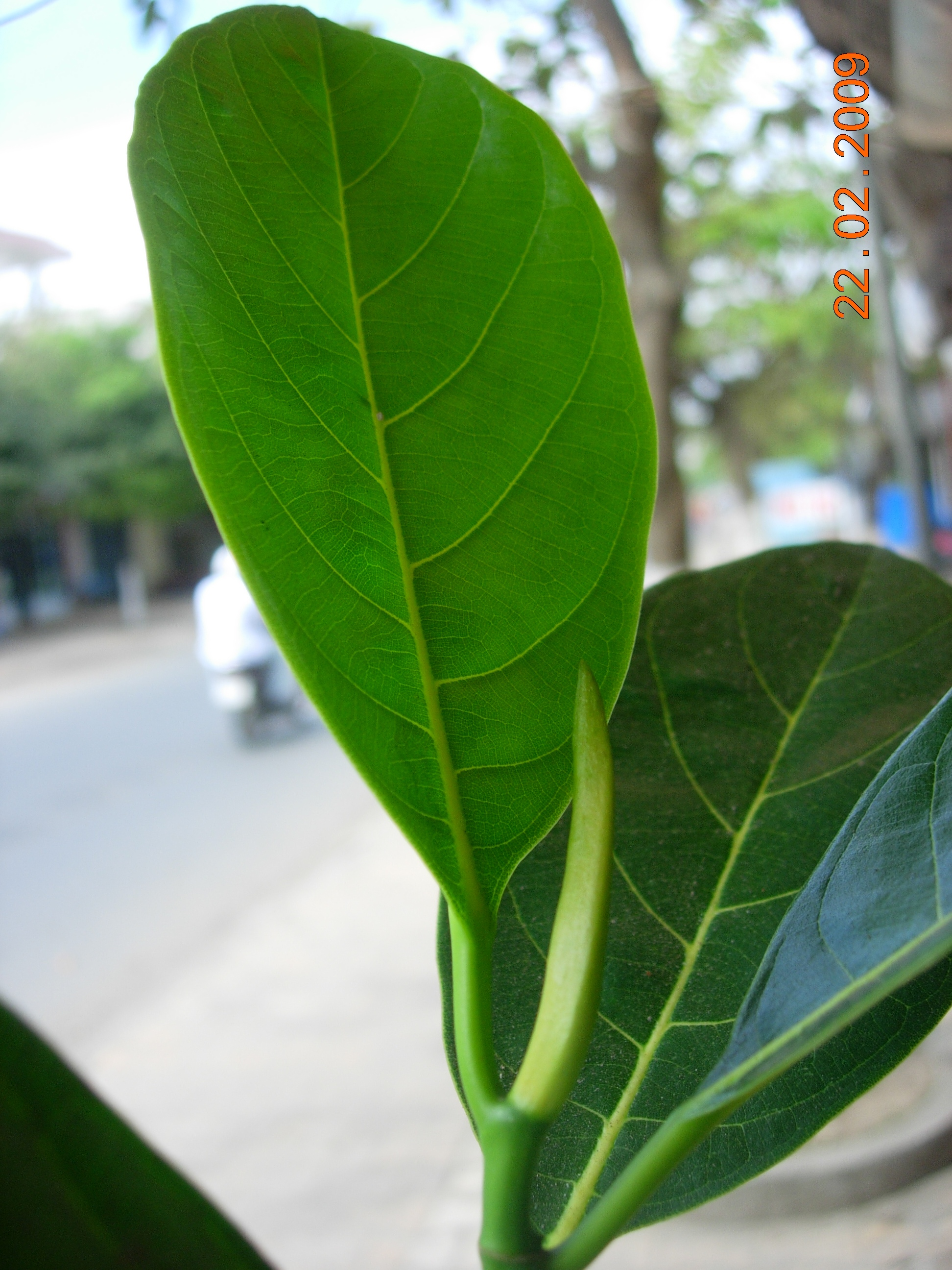

Lá đơn là một dạng lá cây mà phiến lá gắn liền trực tiếp với thân cành cây. Chỉ có 1 cấp cuống lá, khi thay lá theo sinh lý, toàn bộ phần phiến lá và cuống sẽ rơi rụng cùng một thời điểm. Lá đơn chủ yếu xuất hiện ở lá dạng phiến và lá dạng dải.

## Hình dạng, kích thước
Kích thước phiến lá đơn rất đa dạng.
Lá đơn có nhiều hình dạng khác nhau, có lá đơn nguyên phiến và lá đơn xẻ thùy.
- Lá đơn nguyên phiến: Là dạng lá đơn mà phiến lá còn nguyên vẹn, không bị xẻ thùy. Mép lá thường là nguyên, gợn sóng hoặc răng cưa. Hình dạng chung của phiến là thường là hình trái xoan, hình trứng, hình trứng ngược, hình mũi giáo, hình tim, hình dải, thuôn dài, hình khiên (lá sen), hình tròn,...
- Lá đơn xẻ thùy: Phiến lá có các thùy sâu xẻ vào hướng gân cuống. Tùy vào mức độ xẻ thùy, độ sâu xẻ thùy tỷ lệ với chiều rộng lá mà người ta phân thành: xẻ thùy nông, xẻ thùy sâu, xẻ thùy tận gân. Tùy vào cách xẻ thùy và hướng xẻ thùy và hình dạng lá xẻ thùy mà người ta phân thành: xẻ thùy chân vịt, xẻ thúy lông chim (xẻ thùy xương cá). Lá xẻ thùy cũng có nhiều cấp: xẻ thùy 1 lần, xẻ thùy 2 lần,...

## Ý nghĩa
Lá đơn được đánh giá là có mức độ thấp trong quá trình tiến hóa của các dạng lá đơn. Trong lá đơn thì lá đơn xẻ thùy được xem là tiến hóa hơn lá đơn nguyên. Lá đơn xẻ thùy nhằm tận dụng tối đa diện tích được chiếu sáng mà lại tiết kiệm bề mặt, hạn chế quá trình thoát hơi nước.